# Sint-Rochuskapel (Vianden)

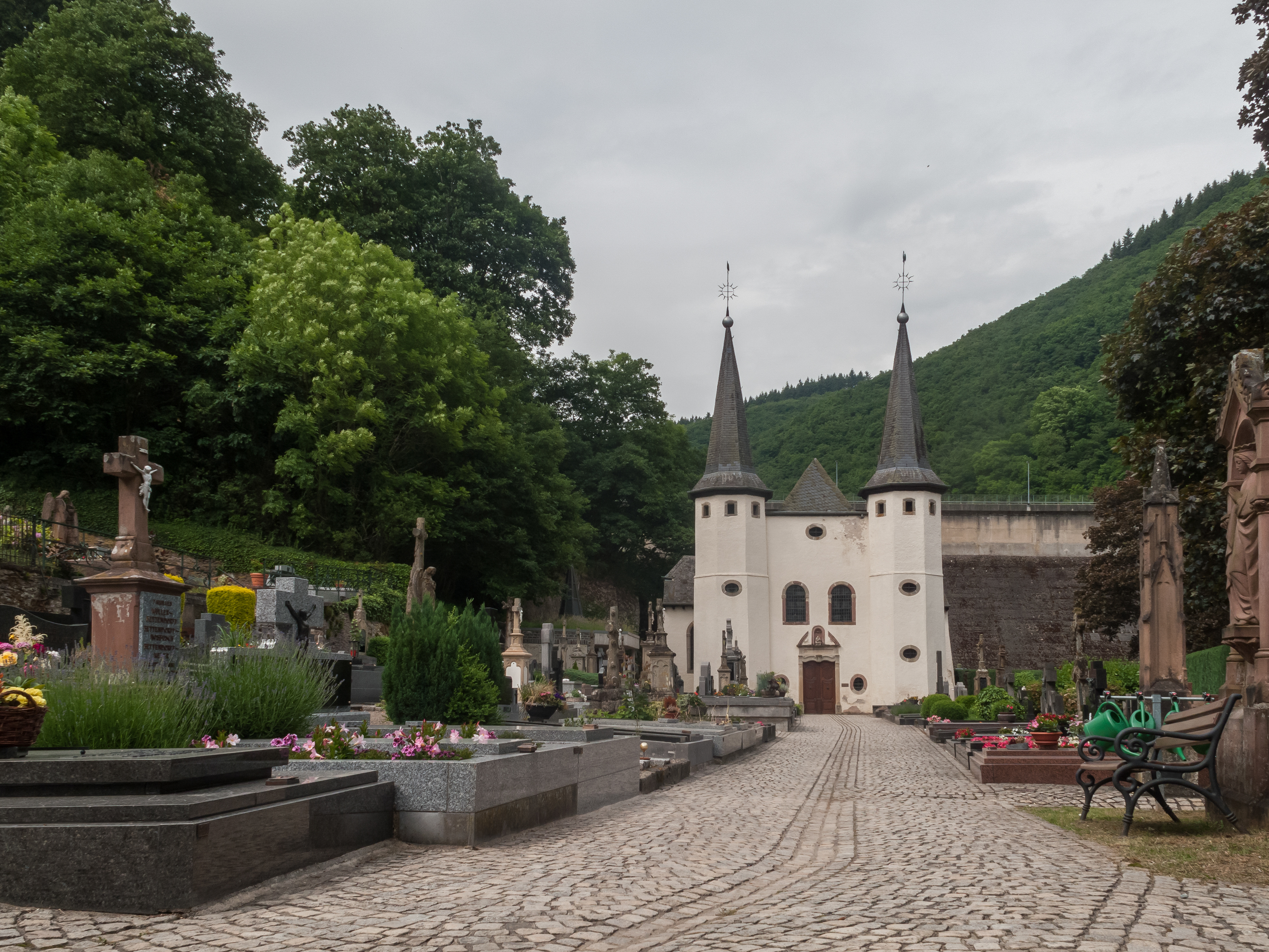
Sint-Rochuskapel met kerkhof en stuwdam

De Sint-Rochuskapel is een kapel, eigenlijk een kerk, in de Luxemburgse stad Vianden.
De kapel, ook wel Nieuwe kerk (Lëtz: Neikiirch) genaamd, staat aan de Rue du Vieux Marché tussen het kerkhof en de Stuwdam van Vianden.
In 1632 stond op deze plaats een kapel die opgericht werd na de pestepidemie. Hij was gewijd aan Onze-Lieve-Vrouw en aan de twee pestheiligen, te weten Sint-Rochus en Sint-Sebastiaan. Naast de kapel waren een paar huisjes voor pestlijders en een klein kerkhof.
In 1770 werd de huidige kapel gebouwd.
Tot het midden van de 19e eeuw kwam de Sint-Rochusprocessie naar deze kapel. Daarna werden processies naar de Kapel van Bildchen georganiseerd.